# Dix-neuvième circonscription de la préfecture de Kanagawa
La dix-neuvième circonscription de la préfecture de Kanagawa (神奈川県第19区, Kanagawa-ken dai-jūkyū-ku) est l'une des vingt circonscriptions législatives que compte la préfecture de Kanagawa au Japon.

## Description géographique
La dix-neuvième circonscription de la préfecture de Kanagawa réunit l'arrondissement de Tsuzuki de la ville de Yokohama et l'arrondissement de Miyamae de la ville de Kawasaki,.

## Députés
| Législature | Début de mandat | Fin de mandat | Député élu           | Parti politique | Parti politique |
| ----------- | --------------- | ------------- | -------------------- | --------------- | --------------- |
| 50e         | 2024            | -             | Tsuyoshi Kusama (ja) |                 | PLD             |

## Résultats électoraux
| Parti | Parti                           | Candidat             | Vote   | Vote |
| Parti | Parti                           | Candidat             | Voix   | %    |
| ----- | ------------------------------- | -------------------- | ------ | ---- |
|       | Parti libéral-démocrate         | Tsuyoshi Kusama (ja) | 64 315 | 31,3 |
|       | Parti démocrate constitutionnel | Takashi Satō         | 50 857 | 24,8 |
|       | Parti démocrate du peuple       | Jesús Fukasaku (ja)  | 50 578 | 24,6 |
|       | Parti japonais de l'innovation  | Masaru Soeda         | 25 630 | 12,5 |
|       | Parti communiste japonais       | Katsuhiro Yokozeki   | 9 008  | 4,4  |
|       | Indépendante                    | Sayuri Kiyoshi       | 4 859  | 2,4  |